# Аль Руба
Аль Руба, Alruba — звезда в циркумполярном созвездии Дракона. Звезда имеет видимую звёздную величину +5.76m, и, согласно шкале Бортля, видна невооружённым глазом на пригородном небе (англ. Suburban sky).
Из измерений параллакса, полученных во время миссии Gaia, известно, что звезда удалена примерно на 457 св. лет (140 пк) от Земли. Звезда наблюдается севернее 37° ю. ш., то есть видна практически на всей территории обитаемой Земли, за исключением приполярных областей Антарктиды, а также южных областей Чили, Аргентины и Австралии. Лучшее время наблюдения — июнь.
Само движение Аль Руба показывает, что звезда движется довольно медленно относительно Солнца: её радиальная гелиоцентрическая скорость — −2 км/с, что составляет 20 % от скорости, местных звёзд Галактического диска, а также это значит, что звезда приближается к Солнцу. Сама звезда движется по небесной сфере на северо-восток.

## Имя звезды
Звезда носит традиционное арабское имя اараб. لربع‎ лат. Al Ruba ʽ, что означает «верблюжонок» (особенно молодой верблюжонок, родившийся весной), член астеризма «Верблюдицы», в ранней арабской астрономии. Также звезда известна пол своими номерами HD 161693 и HR 6618.
В 2016 году Международный астрономический союз организовал Рабочую группу при МАС по звёздным именам (WGSN) для каталогизации и стандартизации имён собственных звёзд. WGSN утвердил название Аль Руба («Alruba») для этой звезды 1 июня 2018 года, и теперь оно включено в Список утверждённых МАС звёздных имён.

## Свойства звезды
Аль Руба — это карлик спектрального класса A0V, что указывает на то, что водород в ядре звезды служит ядерным «топливом», то есть звезда находится на главной последовательности. Звезда излучает энергию со своей внешней атмосферы при эффективной температуре около 10 000 K, что придаёт ей характерный бело-жёлтый цвет звезды спектрального класса A и делает её источником ультрафиолетового излучения. Радиус карлик спектрального класса A0V должен быть равен 1,87 {\displaystyle R_{\bigodot }}, а масса звезды — 2,4 {\displaystyle M_{\bigodot }}. Зная температуру и радиус звезды можно вычислить её светимость, которая будет равна ~31 {\displaystyle L_{\bigodot }}. Однако в каталоге Hipparcos-а её светимость равна 126,73 {\displaystyle L_{\bigodot }}, однако, это скорее всего ошибка, так как в этом случае не совсем понятно как совместить радиус, температуру, спектральный класс и светимость. Для того чтобы планета, аналогичная нашей Земле, получала примерно столько же энергии, сколько она получает от Солнца, её надо было бы поместить на расстоянии 5,57 а.е., то есть примерно туда где в Солнечной системе находится Юпитер. Причём с такого расстояния, Аль Руба выглядела бы на порядок меньше нашего Солнца, каким мы его видим с Земли — 0,06° (угловой диаметр нашего Солнца — 0,5°).
Звезда имеет поверхностную гравитацию 4,0 СГС или 100 м/с2, то есть почти в 3 раза меньше, чем на Солнце (274,0 м/с2), что объясняется небольшой массой при довольно большом радиусе. Звёзды, имеющие планеты, имеют тенденцию иметь большую металличность по сравнению с Солнцем, но Аль Руба имеет, согласно каталогу Hipparcos-а, на 2/3 меньшее значение металличности: содержание железа в ней относительно водорода составляет 40 % от солнечного, что очень мало для звезды её возраста. Вращаясь с экваториальной скоростью 170 км/с, Аль Рубе требуется порядка 0,5 дня, чтобы совершить полный оборот.
Звезда Аль Руба очень молодая — её возраст оценивается всего в 58 млн. лет. Также звезда, вероятнее всего, является членом движущейся группы звёзд Большой Медведицы.